# 佐藤喜子
佐藤喜子（日语：／ Satō Yoshiko，1938年3月30日—），日本前女子游泳运动员，专项为自由泳。她曾获得7枚亚洲运动会游泳比赛金牌。她也参加了1956年和1960年夏季奥运会。